# Chabab Ahly Bordj Bou Arreridj
Chabab Ahly Bordj Bou Arreridj (Árabe: شباب أهلي برج بوعريريج) é um clube de futebol da Argélia. Sua sede fica na cidade de Bordj Bou Arreridj.